# Nikos Galis
Nikolaos Georgalis (Grieks: Νικόλαος Γεωργαλής) (Union City, New Jersey, 23 juli 1957), bekend onder de naam Nikos Galis (Greek: Νίκος Γκάλης), is een Grieks voormalig basketballer die voor twee clubs in Griekenland speelde.

## Carrière
Galis speelde vanaf 1979 bij Aris BC. Galis was de onbetwiste leider van Aris Thessaloniki, aangezien hij gemiddeld meer dan 30 punten per wedstrijd maakte in bijna elk seizoen en elke competitie waarin hij met het team speelde. Met Aris Thessaloniki speelde hij samen met andere grote Europese spelers zoals Panagiotis Giannakis en Slobodan Subotić, die in Griekenland bekend stond als Lefteris Soumpotits. Met Aris Thessaloniki won Galis acht Griekse kampioenschappen, in de jaren 1983, 1985, 1986, 1987, 1988, 1989, 1990 en 1991. Hij won zeven van zijn acht Griekse kampioenschappen in opeenvolgende jaren, waarvan drie gewonnen in ongeslagen seizoenen. Hij won ook zes Griekse bekertitels met Aris Thessaloniki, in de jaren 1985, 1987, 1988, 1989, 1990 en 1992. Vier van zijn zes Griekse bekertitels werden in opeenvolgende jaren gewonnen. In 1986 won hij met Aris Thessaloniki de Griekse supercup.
Galis verhuisde in de zomer van 1992 naar Athene om bij Panathinaikos BC te spelen. Hij was de speler die de "Groenen" vervolgens naar een wedergeboorte van de club leidde, nadat deze een lange droogteperiode had doorgemaakt, waarin het historische team geen titels wist te winnen. Het voorgaande seizoen (1991-1992) was bijzonder teleurstellend voor de club, waarbij het team op de achtste plaats eindigde in de Griekse competitie. Als aanvoerder van het team inspireerde Galis de jonge spelers van Panathinaikos Athene, zoals Fragiskos Alvertis en Nikos Oikonomou, en hij bracht geleidelijk de hoop terug bij de fans van het team. Zo erg zelfs dat de toenmalige thuisarena van de club, Glyfada Indoor Hall, altijd overvol was. In dat seizoen (1992-1993) eindigde Panathinaikos Athene op de tweede plaats in de Griekse competitie en won ook de Griekse bekertitel, de zevende Griekse bekertitel voor Galis. In 1994 stopte hij met basketbal.
Galis kwam ook uit voor het Grieks nationaal basketbalteam. Hij won goud op het Europees kampioenschap basketbal mannen 1987 en won zilver op het Europees kampioenschap basketbal mannen 1989.

## Erelijst
- Grieks landskampioen: 1982-83, 1984-85, 1985-86, 1986-87, 1987-88, 1988-89, 1989-90, 1990-91
- Grieks bekerwinnaar: 1986-87, 1987-88, 1988-89, 1989-90, 1991-92, 1992-93
- Griekse supercupwinnaar: 1986
- Europees kampioenschap:  1987,  1989